# It's Showtime
It's Showtime fue una organización deportiva que promocionó el kickboxing y las artes marciales mixtas, tenía su sede en Ámsterdam, Países Bajos. Fue fundada en 1998 por Simon Rutz comenzando con su primer evento en 1999 y finalizando con su último evento el  10 de noviembre de 2012.

## Historia
It's Showtime inicia su actividad como promoción de eventos de kickboxing y de artes marciales mixtas logrando un mayor éxito y una mayor organización en el kickboxing. Desde sus inicios llegó a tener acuerdos de colaboración con K-1 y otras compañías organizadoras de Italia, Bélgica e Inglaterra con la intención de organizar eventos con la participación de los mejores kickboxers del momento. La asociación con K-1 se mantuvo hasta que en enero de 2011 surgieron problemas financieros en la entidad japonesa con la consecuencia de que algunos combatientes que habían participado en eventos de K-1 bajo contrato de It's Showtime no habían recibido el sueldo correspondiente.
En marzo de 2012 It's Showtime anunció que EMCOM Entertainment establecía la nueva compañía K-1 Global Holdings Ltd. en Hong Kong. En un principio el acuerdo de colaboración con K-1 se mantiene bajo las mismas circunstancias con los nuevos propietarios de la marca pretendiendo que los kickboxers de It's Showtime participen en futuros eventos de K-1. Sin embargo, en junio de 2012, se anunciaba que It's Showtime fue comprada por Glory International Sports desapareciendo así como organización al ser fusionada con la recién fundada promoción GLORY.

## Retransmisión
Los eventos de It's Showtime fueron retransmitidos en vivo en 52 países por Setanta Sports y Eurosport, posteriormente It's Showtime también había firmado un acuerdo para su retransmisión a través de AXS TV (canal antes conocido como HDNet).
En diciembre de 2007, la primera temporada de "It’s Showtime Reality Show" con la participación de 19 luchadores provenientes de Europa, Surinam, Brasil y Japón fue retransmitida por Eurosport.

## Reglas
Los combates de kickboxing fueron dirigidos bajo las reglas de K-1: combates de tres asaltos de tres minutos y combates por el título de cinco asaltos de tres minutos.
Las categorías de peso se dividían en ocho:
- 61MAX: peso máximo de 61kg
- 65MAX: peso máximo de 65kg
- 70MAX: peso máximo de 70kg
- 73MAX: peso máximo de 73kg
- 77MAX: peso máximo de 77kg
- 85MAX: peso máximo de 85kg
- 95MAX: peso máximo de 95kg
- Peso pesado: peso superior a 95kg

## Eventos
| Fecha      | N.º     | Evento                                                                                       | Lugar                    | Estadio                       | Público   |
| 10-11-2012 | 60      | It's Showtime 60                                                                             | São Paulo, Brasil        |                               |           |
| 29-07-2012 | VIII    | REBELS.12 & It's Showtime Japan Countdown-2                                                  | Tokio, Japón             | Coliseo Ariake                |           |
| 21-07-2012 | 59      | Street Culture, Federación Canaria de Kickboxing & Fightclub Group present: It's Showtime 59 | Tenerife, España         |                               |           |
| 30-06-2012 | 57 y 58 | Music Hall & BFN Group present: It's Showtime 57 & 58                                        | Bruselas, Bélgica        | Forest National               |           |
| 12-05-2012 | 56      | Siam Gym Belgium presents: It's Showtime 56                                                  | Courtrai, Bélgica        | De Schelp                     |           |
| 28-01-2012 | 54 y 55 | It's Showtime 2012 in Leeuwarden                                                             | Leeuwarden, Países Bajos | WTC Expo                      |           |
| 21-01-2012 | VII     | REBELS 10 & It's Showtime Japan Countdown-7                                                  | Japón                    |                               |           |
| 22-12-2011 | VI      | It’s Showtime Japan 6                                                                        | Tokio, Japón             | Korakuen Hall                 |           |
| 13-11-2011 | V       | It’s Showtime Japan 5                                                                        | Tokio, Japón             | Coliseo Ariake                |           |
| 12-11-2011 | 53      | Street Culture, Fight Club Group & Canary Kickboxing Federation presents: It’s Showtime 53   | Tenerife, España         |                               |           |
| 23-10-2011 | IV      | It's Showtime Japan 4                                                                        | Tokio, Japón             | Coliseo Ariake                |           |
| 25-09-2011 | 52      | BFN Group & Music Hall presents: It's Showtime "Fast & Furious 70MAX"                        | Bruselas, Bélgica        | Forest National               | 13 000    |
| 12-09-2011 | III     | It's Showtime Japan 3                                                                        | Tokio, Japón             |                               |           |
| 29-08-2011 | II      | It's Showtime Japan 2                                                                        | Tokio, Japón             |                               |           |
| 18-07-2011 | I       | REBELS 8 & It's Showtime Japan Countdown-1                                                   | Tokio, Japón             | Coliseo Ariake                |           |
| 18-06-2011 | 51      | Fix Events & Fightclub Group presents: It's Showtime 2011                                    | Madrid, España           | Palacio de los Deportes       | 8 000     |
| 11-06-2011 | 50      | BFN Group presents: It's Showtime Warsaw                                                     | Varsovia, Polonia        | Warszawskie Centrum EXPO XXI  |           |
| 21-05-2011 | 49      | Fightclub presents: It's Showtime 2011                                                       | Ámsterdam, Países Bajos  | The Sand                      |           |
| 14-05-2011 | 48      | It's Showtime 2011 Lyon                                                                      | Lyon, Francia            | Palais des Sports de Gerland  |           |
| 26-03-2011 | 47      | BFN Group presents: It's Showtime Brussels                                                   | Bruselas, Bélgica        | The Event Lounge              |           |
| 06-03-2011 | 46      | Fightingstars presents: It's Showtime Sporthallen Zuid                                       | Ámsterdam, Países Bajos  | Sporthallen Zuid              |           |
| 18-12-2010 | 45      | Fightclub presents: It's Showtime 2010                                                       | Ámsterdam, Países Bajos  | The Sand                      |           |
| 11-12-2010 | 44      | Yiannis Evgenikos presents: It’s Showtime Athens                                             | Atenas, Grecia           | Peace and Friendship Stadium  |           |
| 12-09-2010 | 43      | Fightingstars presents: It's Showtime 2010                                                   | Ámsterdam, Países Bajos  | Sporthallen Zuid              |           |
| 29-05-2010 | 41 y 42 | It's Showtime 2010 Amsterdam                                                                 | Ámsterdam, Países Bajos  | Amsterdam Arena               | 20 000    |
| 17-04-2010 | 40      | It's Showtime 2010 Budapest                                                                  | Budapest, Hungría        | Syma Sport and Events Centre  |           |
| 13-03-2010 | 39      | Oktagon presents: It's Showtime 2010                                                         | Milán, Italia            | PalaSharp                     |           |
| 13-02-2010 | 38      | It's Showtime 2010 Prague                                                                    | Praga, República Checa   | O2 Arena                      |           |
| 21-11-2009 | 37      | It's Showtime 2009 Barneveld                                                                 | Barneveld, Países Bajos  | Veluwehal                     |           |
| 24-10-2009 | 36      | It's Showtime 2009 Lommel                                                                    | Lommel, Bélgica          | De Soeverein                  |           |
| 29-08-2009 | 35      | It's Showtime 2009 Budapest                                                                  | Budapest, Hungría        |                               |           |
| 15-08-2009 | 34      | It's Showtime 2009 Estambul                                                                  | Estambul, Turquía        | BJK İnönü Stadium             | Cancelado |
| 16-05-2009 | 33      | It's Showtime 2009 Amsterdam                                                                 | Ámsterdam, Países Bajos  | Amsterdam Arena               | 16 000    |
| 14-03-2009 | 32      | Oktagon presents: It's Showtime 2009                                                         | Milán, Italia            | PalaSharp                     |           |
| 08-02-2009 | 31      | Fights at the Border presents: It's Showtime 2009                                            | Amberes, Bélgica         | Lotto Arena                   |           |
| 29-11-2008 | 30      | It's Showtime 2008 Eindhoven                                                                 | Eindhoven, Países Bajos  | Indoor Sportcentrum Eindhoven |           |
| 06-09-2008 | 29      | It's Showtime 2008 Alkmaar                                                                   | Alkmaar, Países Bajos    |                               |           |
| 20-08-2008 | 28      | It's Showtime - Milan 2008                                                                   | Milán, Italia            |                               |           |
| 19-08-2008 | 27      | It's Showtime - Maaspoort 2008                                                               | Bolduque, Países Bajos   | Maaspoort Sports and Events   |           |
| 26-04-2008 | 26      | It's Showtime - Amsterdam 2008                                                               | Ámsterdam, Países Bajos  | Amsterdam Arena               |           |
| 15-03-2008 | 25      | Balans: It’s Showtime 75MAX Trophy Final 2008                                                | Bolduque, Países Bajos   | Maaspoort Sports and Events   |           |
| 23-09-2007 | 24      | It's Showtime 75MAX Trophy 2007 - Portugal                                                   | Quarteira, Portugal      | Casino Vilamoura              |           |
| 24-03-2007 | 22 y 23 | Fights at the Border presents: It's Showtime Trophy 2007                                     | Lommel, Bélgica          | Soeverein Hal                 |           |
| 25-02-2007 | 21      | It's Showtime 75MAX Trophy 2007 - Manchester                                                 | Altrincham, Reino Unido  | Altrincham Leisure Centre     |           |
| 02-02-2007 | 20      | It's Showtime 75MAX Trophy 2007 - Zwolle                                                     | Zwolle, Países Bajos     | WRZV Hallen Zwolle            |           |
| 03-12-2006 | 19      | It's Showtime 2006 Alkmaar                                                                   | Alkmaar, Países Bajos    | Hoornse Vaart                 |           |
| 19-08-2006 | 18      | It's Showtime 75MAX Trophy Final 2006                                                        | Róterdam, Países Bajos   | TOP Sporthallen Rotterdam     |           |
| 18-02-2006 | 17      | It's Showtime 75MAX Trophy, 1st Round - Belgium                                              | Mortsel, Bélgica         | Sporthal Den Drab             |           |
| 18-12-2005 | 16      | It's Showtime 75MAX Trophy, 1st Round - Prague                                               | Praga, República Checa   | Kongresové centrum Praha      |           |
| 30-10-2005 | 15      | It's Showtime 75MAX Trophy, 1st Round - Alkmaar                                              | Alkmaar, Países Bajos    | Hoornse Vaart                 |           |
| 02-10-2005 | 14      | It's Showtime 75MAX Trophy, 1st Round - Tilburg                                              | Tilburgo, Países Bajos   | Stadssporthal                 |           |
| 12-06-2005 | 12 y 13 | It's Showtime Boxing & MMA Event 2005 Amsterdam                                              | Ámsterdam, Países Bajos  | Amsterdam Arena               |           |
| 20-05-2004 | 10 y 11 | It's Showtime 2004 Amsterdam                                                                 | Ámsterdam, Países Bajos  | Amsterdam Arena               |           |
| 08-06-2003 | 8 y 9   | It's Showtime 2003 Amsterdam                                                                 | Ámsterdam, Países Bajos  | Amsterdam Arena               |           |
| 29-09-2002 | 6 y 7   | It's Showtime – As Usual / Battle Time                                                       | Haarlem, Países Bajos    | Kennemer Sportcenter          |           |
| 21-10-2001 | 5       | It's Showtime - Original                                                                     | Haarlem, Países Bajos    | Kennemer Sportcenter          |           |
| 12-12-2000 | 4       | It's Showtime - Christmas Edition                                                            | Haarlem, Países Bajos    | Kennemer Sportcenter          |           |
| 22-10-2000 | 3       | It's Showtime - Exclusive                                                                    | Haarlem, Países Bajos    | Kennemer Sportcenter          |           |
| 24-10-1999 | 1 y 2   | It's Showtime - It's Showtime                                                                | Haarlem, Países Bajos    | Kennemer Sportcenter          |           |